# Lekkoatletyka na Letnich Igrzyskach Olimpijskich 1984 – dziesięciobój mężczyzn
Dziesięciobój mężczyzn podczas XXIII Letnich Igrzysk Olimpijskich w Los Angeles rozegrano 8 i 9 sierpnia 1984 (finał) na stadionie Los Angeles Memorial Coliseum. Zwycięzcą został reprezentant Wielkiej Brytanii Daley Thompson, który tym samym obronił tytuł zdobyty cztery lata wcześniej w Moskwie. Uzyskał on wynik według ówczesnej punktacji 8798 punktów, co było wyrównaniem rekordu świata. Po wprowadzeniu w 1985 tabel obowiązujących obecnie wynik Thompsona został przeliczony na 8847 punktów i stał się nowym rekordem świata.

## Rekordy

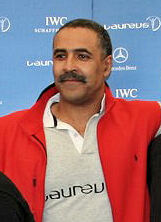
Daley Thompson

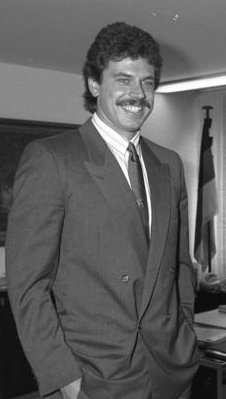
Jürgen Hingsen

|                   | Zawodnik       | Narodowość        | Wynik       | Data                | Miejsce  |
| ----------------- | -------------- | ----------------- | ----------- | ------------------- | -------- |
| Rekord świata     | Jürgen Hingsen | RFN               | 8798 (8832) | 9 czerwca 1984(dts) | Mannheim |
| Rekord olimpijski | Bruce Jenner   | Stany Zjednoczone | 8618 (8634) | 30 lipca 1976(dts)  | Montreal |

## Wyniki
| Poz. - pozycja |
| – rekord świata \| – rekord krajowy \| – rekord życiowy \| = – wyrównany rekord życiowy \| · – najlepszy wynik w sezonie \| = – wyrównany najlepszy wynik w sezonie \| – rekord olimpijski |
| DNF – nie ukończył \| DNS – nie wystartował \| DSQ – zdyskwalifikowany \| NM – Brak zaliczonej wysokości                                                                                   |

| Poz. | Zawodnik              | Punkty        | 100     | W dal   | Kula    | Wzwyż  | 400     | 110 ppł | Dysk    | Tyczka | Oszczep | 1500    |
| ---- | --------------------- | ------------- | ------- | ------- | ------- | ------ | ------- | ------- | ------- | ------ | ------- | ------- |
| 1    | Daley Thompson        | 8798 (8847) = | 10,44 s | 8,01 m  | 15,72 m | 2,03 m | 46,97 s | 14,33 s | 45,56 m | 5,00 m | 65,24 m | 4:35,00 |
| 2    | Jürgen Hingsen        | 8693 (8695)   | 10,91 s | 7,80 m  | 15,87 m | 2,12 m | 47,69 s | 14,29 s | 50,82 m | 4,50 m | 60,44 m | 4:22,60 |
| 3    | Siegfried Wentz       | 8412 (8416)   | 10,99 s | 7,11 m  | 15,87 m | 2,09 m | 47,78 s | 14,35 s | 46,60 m | 4,50 m | 67,68 m | 4:33,96 |
| 4    | Guido Kratschmer      | 8326 (8357)   | 10,80 s | 7,40 m  | 15,93 m | 1,94 m | 49,25 s | 14,66 s | 47,28 m | 4,90 m | 69,40 m | 4:47,99 |
| 5    | William Motti         | 8266 · (8278) | 11,28 s | 7,45 m  | 14,42 m | 2,06 m | 48,13 s | 14,71 s | 50,92 m | 4,50 m | 63,76 m | 4:35,15 |
| 6    | John Crist            | 8130 (8115)   | 11,13 s | 6,98w m | 14,05 m | 2,06 m | 48,45 s | 15,01 s | 46,18 m | 4,80 m | 61,88 m | 4:23,78 |
| 7    | Jim Wooding           | 8091 (8054)   | 11,04 s | 7,01 m  | 13,90 m | 1,97 m | 47,62 s | 14,57 s | 47,38 m | 4,60 m | 57,20 m | 4:28,31 |
| 8    | Dave Steen            | 8045 (8025)   | 11,20 s | 7,41w m | 12,57 m | 2,03 m | 48,09 s | 15,39 s | 44,04 m | 4,80 m | 56,92 m | 4:17,80 |
| 9    | Georg Werthner        | 8012 (8028)   | 11,41 s | 6,96 m  | 13,80 m | 1,94 m | 49,44 s | 15,36 s | 41,18 m | 4,70 m | 76,96 m | 4:16,41 |
| 10.  | Michele Rüfenacht     | 7924 (7855)   | 10,72 s | 6,96 m  | 13,86 m | 2,00 m | 48,63 s | 14,57 s | 45,30 m | 4,30 m | 55,10 m | 4:39,47 |
| 11.  | Bradley McStravick    | 7890 (7830)   | 10,92 s | 6,82 m  | 13,38 m | 1,94 m | 48,68 s | 15,01 s | 45,54 m | 4,30 m | 61,54 m | 4:25,15 |
| 12.  | Tim Bright            | 7862 (7862)   | 11,22 s | 6,75 m  | 13,80 m | 2,00 m | 48,87 s | 14,52 s | 41,74 m | 5,40 m | 53,66 m | 4:49,27 |
| 13.  | Patrick Vetterli      | 7739 (7717)   | 11,44 s | 7,13 m  | 13,88 m | 2,03 m | 49,83 s | 15,14 s | 43,82 m | 4,50 m | 64,66 m | 4:55,06 |
| 14.  | Peter Hadfield        | 7683 (7633)   | 11,15 s | 7,13 m  | 13,68 m | 1,76 m | 48,50 s | 15,05 s | 43,36 m | 4,50 m | 55,22 m | 4:25,90 |
| 15.  | Weng Kangqiang        | 7662 · (7662) | 11,28 s | 7,30 m  | 12,45 m | 1,88 m | 50,52 s | 15,21 s | 38,74 m | 4,60 m | 69,72 m | 4:34,10 |
| 16.  | Ku Chin-shui          | 7629 (7614)   | 11,42 s | 6,89 m  | 12,76 m | 2,03 m | 50,59 s | 15,91 s | 39,70 m | 4,90 m | 62,36 m | 4:50,75 |
| 17.  | Trond Skramstad       | 7579 (6522)   | 11,20 s | 7,18 m  | 14,20 m | 1,85 m | 49,25 s | 15,08 s | 40,02 m | 4,50 m | 54,94 m | 4:43,02 |
| 18.  | Douglas Fernández     | 7553 (7505)   | 11,59 s | 6,74 m  | 13,12 m | 1,88 m | 49,83 s | 16,05 s | 43,52 m | 4,40 m | 67,12 m | 4:23,96 |
| 19.  | Lee Fu-an             | 7541 (7471)   | 10,98 s | 7,00 m  | 13,02 m | 2,03 m | 49,67 s | 15,49 s | 37,10 m | 4,50 m | 54,96 m | 4:45,87 |
| 20.  | Colin Boreham         | 7485 (7400)   | 11,46 s | 6,90 m  | 13,51 m | 1,97 m | 50,19 s | 15,48 s | 44,10 m | 4,20 m | 52,66 m | 4:32,50 |
| 21.  | Mohamed Mansour Salah | 6589 (6477)   | 11,51 s | 6,62 m  | 11,54 m | 1,88 m | 52,04 s | 16,20 s | 36,26 m | 3,50 m | 45,02 m | 4:35,64 |
| 22.  | Claudio Escauriza     | 6546 (6290)   | 11,66 s | 6,51 m  | 14,10 m | 1,82 m | 53,06 s | 17,51 s | 47,76 m | 4,00 m | 64,16 m | DNF     |
| 23.  | Fidel Solórzano       | 6519 (6439)   | 11,15 s | 6,99 m  | 10,09 m | 1,94 m | 49,24 s | 16,22 s | 33,54 m | 3,10 m | 48,66 m | 5:07,38 |
| 24.  | Ángel Díaz            | 6342 (6272)   | 11,54 s | 6,48 m  | 9,62 m  | 1,91 m | 52,08 s | 16,02 s | 28,68 m | 3,30 m | 47,96 m | 4:26,11 |
| 25.  | Vivian Coralie        | 6084 (6008)   | 11,37 s | 5,84w m | 9,79 m  | 1,82 m | 51,28 s | 16,39 s | 32,92 m | 3,00 m | 41,58 m | 4:26,26 |
| –    | Albert Miller         | DNF           | 11,48 s | 6,32 m  | 13,07 m | 1,91 m | 50,22 s | 15,36 s | 38,46 m | NM     | –       | –       |